# Акрания
Акрания — внутриутробный порок развития плода, выраженный частичным или полным отсутствием свода черепа, кожных покровов и аномальным развитием головного мозга. Основание черепа при этом слабо развито и деформировано.

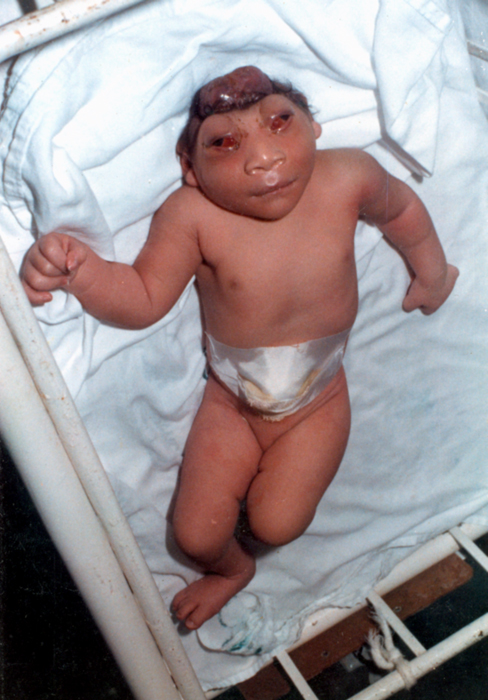
Пациент, страдающий от акрании и анэнцефалии

При данном пороке головной мозг может быть рудиментарным, состоящим из соединительной ткани и сосудов с незначительным количеством мозгового вещества; присутствовать в практически полном виде с кожным покрытием (экзэнцефалия); отсутствовать полностью (анэнцефалия).
Такое нарушение развития обычно сопровождается другими пороками, как правило, несовместимыми с жизнью. В их числе — расщепление позвоночника, недоразвитие спинного мозга, нарушение строения брюшной полости, незамыкание грудной клетки, эктопия, недостаточное развитие надпочечников, эвентрация и другие.
Из-за отсутствия большей части черепа и мозга происходит изменение строения лица:
- из-за недостаточного развития лобных костей глаза выпячиваются вперед,
- в результате слабого развития шеи — голова сильно запрокинута назад.

## Эпидемиология
В XVII—XVIII веке Фредерик Рюйш создал несколько препаратов человеческого плода с патологиями развития свода черепа и головного мозга, в частности с акранией, анэнцефалией и множественными другими сочетанными аномалиями. Некоторые из препаратов находятся в коллекции Кунсткамеры в Санкт-Петербурге.
В английской литературе было описано 42 случая акрании, начиная с первого описанного Маннесом (Mannes) и соавторами случая в 1982 году.

## Этиология

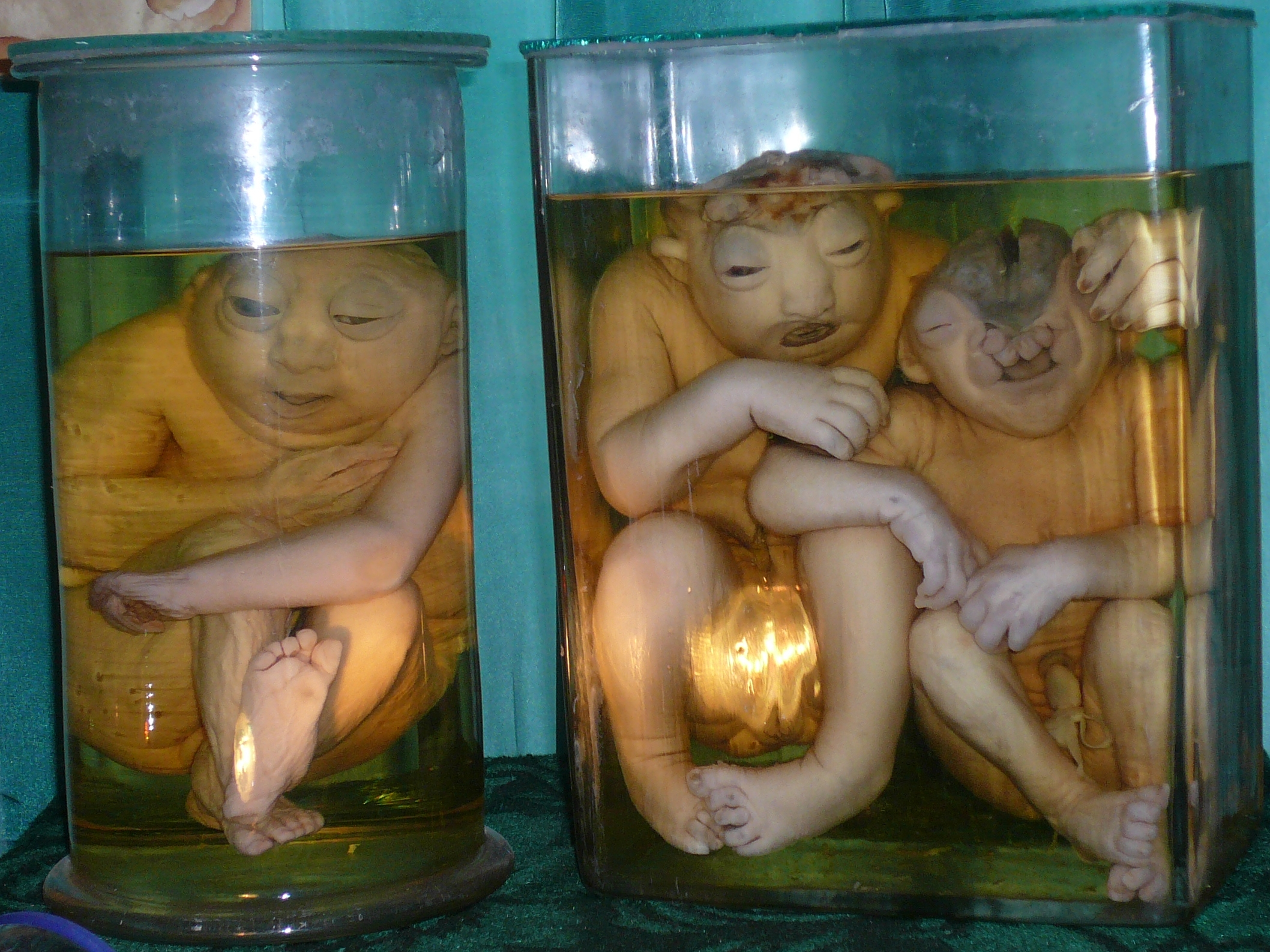
Акрания с анэнцефалией и другими врожденными аномалиями

Факторы, вызывающие развитие акрании:
- вирус краснухи у обоих или у одного из родителей;
- вирус иммунодефицита;
- вирус простого герпеса;
- вирус цитомегалии;
- вирусы Коксаки (плевродиния, герангина, миокардит Коксаки, менингит Коксаки, везикулезный стоматит, характеризующийся кожными проявлениями, и др.)

Так же акранию могут вызвать гидантоин, хинин, гипоксия, радиация.

## Патогенез
Патогенез неизвестен, однако Weissman в 1997 году предположил, что патология происходит в результате сбоя эндесмальной оссификации — нарушения миграции клеток мезенхимы из ганглиозной пластинки и нервной трубки.
Акрания формируется в течение 28 дней с момента оплодотворения. Порок несовместим с жизнью. Выявляется при скрининговом ультразвуковом исследовании на 10—13 неделе беременности.